# ارمنستان در ۲۰۱۸
لیست زیر رویدادهایی است که در طی سال ۲۰۱۸ (میلادی) در ارمنستان اتفاق افتاده‌است.

## صاحب منصبان
- رئیس‌جمهور: آرمن سارگسیان
- نخست‌وزیر: نیکول پاشینیان

## رویدادها

### مه
- ۸ مه - مجلس ارمنستان در نشست سه‌شنبه خود، با ۵۹ رای موافق و ۴۲ رای مخالف، نیکول پاشینیان را به عنوان ۲۰مین نخست‌وزیر ارمنستان انتخاب کرد.

### سپتامبر
- سپتامبر - در انتخابات شورای شهر ایروان، هایک ماروتیان با کسب ۸۱ درصد آرا به عنوان ۵۸مین شهردار ایروان برگزیده شد.

### اکتبر
- - امانوئل مکرون، رئیس‌جمهوری فرانسه و جاستین ترودو، نخست‌وزیر کانادا برای شرکت در نشست سازمان بین‌المللی فرانکفونی به ایروان، پایتخت ارمنستان سفر کرده‌اند. زبان رسمی ارمنستان، فرانسوی نیست اما جمعیت قابل توجهی از ارمنیان در فرانسه زندگی می‌کنند[۱].

### دسامبر
- ۹ دسامبر - انتخابات  زودهنگام مجلس ارمنستان برگزار شد. این نخستین انتخابات پس از انقلاب آوریل و مه ۲۰۱۸ محسوب می‌شد. تا تاریخ نوامبر ۲۰۱۸ مجموعاً ۲٬۵۷۴٬۹۱۶ تن برای رای دادن نام‌نویسی نموده‌اند.

## درگذشتگان
- ۱ مارس: دیانا تر-هوهانسیان، ۸۳، شاعر، مترجم، پدیدآور و استاد دانشگاه
- ۱۹ مارس: آغاسی مانوکیان، ۵۱، کشتی‌گیر
- ۸ مه: جرج دکمجیان، ۸۹، سیاست‌مدار و سی و پنجمین فرماندار ایالت کالیفرنیا
- ۱۷ ژوئن: ایگور مورادیان، ۶۱، کنشگر سیاسی و کارشناس علوم سیاسی
- ۲۵ ژوئن: میساک داوتیان، ۸۳، پزشک، زیست‌شیمی‌دان، رئیس دانشگاه، آکادمیسین و سیاستمدار
- ۴ اوت : سرگئی هامبارتسومیان، ۹۶،  سیاستمدار، استاد دانشگاه و دانشمند
- ۲۶ اوت: آلیوشا آبراهامیان، ۷۲، بازیکن فوتبال
- ۲۸ اوت: تامارا بوغوسیان، ۶۹، سیاستمدار
- ۱ اکتبر: شارل آزناوور، ۹۴، خواننده، تصنیف‌ساز و بازیگر
- ۶ اکتبر: دون آسکاریان، ۶۹، کارگردان فیلم، تهیه‌کننده و فیلم‌نامه‌نویس
- ۱۷ اکتبر: آرا گولر، ۹۰، عکاسی خبری
- ۱ نوامبر: یوری واردانیان، ۶۲،  وزنه‌بردار، سیاستمدار و دیپلمات
- ۲۹ نوامبر: گارنیک ای. کاراپتیان، ۶۰، ریاضی‌دان و دانشمند